# 长沙市革命委员会
长沙市革命委员会，简称长沙市革委会，是长沙市文化大革命时期国家权力机关。

## 历史
1967年11月28日，经广州军区批准，湖南省革命委员会筹备小组通知，成立长沙市革命委员会筹备小组，组员23人，组长张骥，副组长孙云英、王恒一、张弘强、罗新发。1968年2月28日，经湖南省革命委员会筹备小组批准，长沙市革命委员会在东风广场召开成立大会。市革委会党政合一，代行国家权力机关、行政机关、审判机关、检察机关职权，并且代行中共长沙地方组织职权。